# South Bend (Nebraska)
South Bend è un comune degli Stati Uniti d'America, situato nello Stato del Nebraska, nella contea di Cass.